# Cucullia nokra
Cucullia nokra là một loài bướm đêm trong họ Noctuidae.